# Dékity Márk
Dékity Márk (horvátul: Marko Dekić) (Hercegszántó, 1937. szeptember 22. – 2017. november 20.) magyarországi horvát irodalmár és újságíró. Dalokat és gyerekkönyveket ír. 

## Élete
1953 és 1957 között a budapesti szerb-horvát tanítóképzőben végezte tanulmányait. Verseket már az általános iskolában is írt. 1957 és 1959 között a horvátkimle általános iskolában tanított. 1959 és 1979 a Magyarországi Délszlávok Demokratikus Szövetségének volt a közművelődési-kulturális főelőadója, majd 1979-től 1993-ig a Lapkiadó Vállalatnál a Narodne Novine, szerkesztő újságíró-munkatársa, 1993-97-ben pedig a Hrvatski glasnik szerkesztője, illetve főszerkesztő-helyettese. 1997-től horvát tudósító, újságíró.

## Kitüntetései
- Szocialista kulturáért Min. kitüntetés két alkalommal (1966, 1973)
- Munkaérdemrend bronz fokozat (1978)
- Kiemelkedő újságírói szakmai munkáért Min. kitüntetés (2005)
- a Magyar Köztársaság Elnökétől - Érdemes és eredményes munkássága elismeréseként a Magyar Köztársaság Arany Érdemkereszt kitüntetést adományozta (2006. március 15.)

## Művei
- Duga nad zavičajem (Szivárvány a szülőföld felett) verseskötet (1979)
- Sunčana polja (Napos mezők), gyermekversek, társszerző (1986)
- Stopama djetinjstva (A gyermekkor nyomában) (1989)
- S bačvanske ravnice (A bácskai rónaságról) (1997)
- Mirisi vrbika (Füzesek illatai) versek, továbbá, az általa horvát nyelvre fordított hazai kortárs magyar, szlovák, német, román és roma írók, költők műveit tartalmazza (2001)